# Guy Parmelin

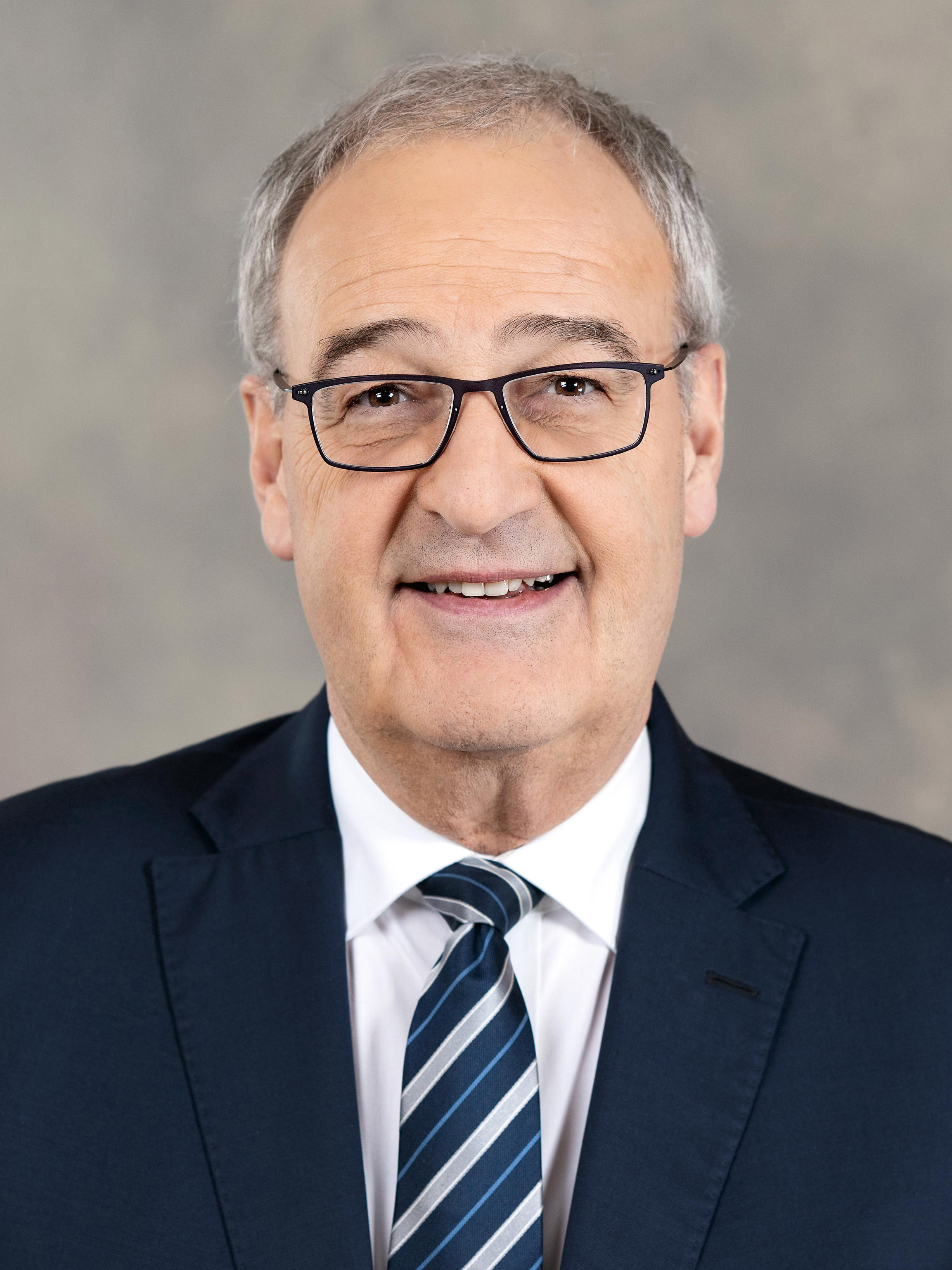
Guy Parmelin (offizielles Porträt für das Jahr 2025)

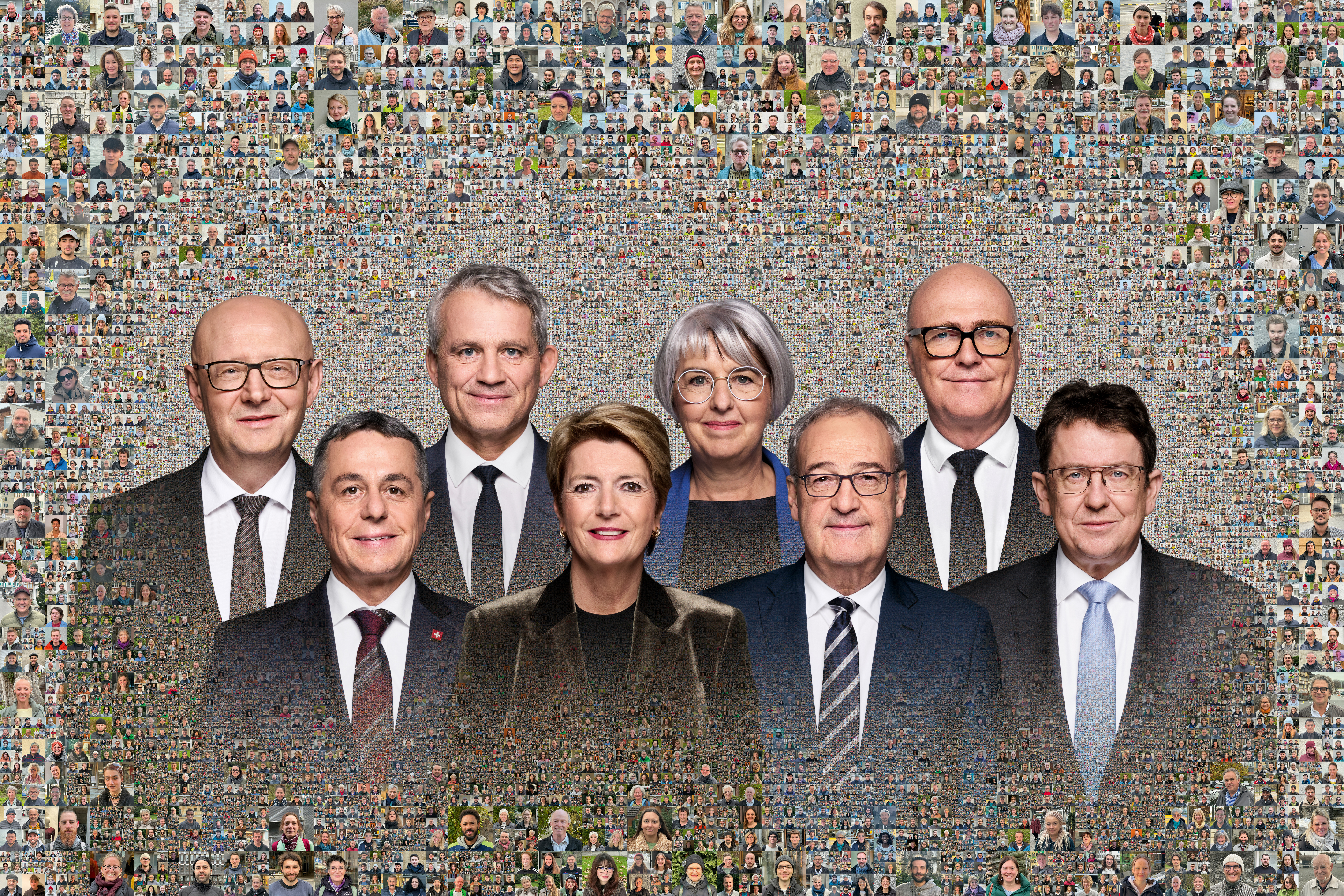
Guy Parmelin (dritter von rechts) auf dem offiziellen Bundesratsfoto 2025

Guy Parmelin (* 9. November 1959 in Bursins; heimatberechtigt ebenda) ist ein Schweizer Politiker (SVP). Er wurde erstmals 2003 in den Nationalrat gewählt. Anlässlich der Gesamterneuerungswahlen des Bundesrates 2015 wurde er als Nachfolger der zurückgetretenen Eveline Widmer-Schlumpf (BDP) in den Bundesrat gewählt. Seit dem 1. Januar 2019 ist er Vorsteher des Eidgenössischen Departements für Wirtschaft, Bildung und Forschung (WBF). Im Jahr 2021 hatte er das Amt des Bundespräsidenten inne.

## Leben
Der französischsprachige Guy Parmelin wuchs als Bauernsohn in Bursins auf und durchlief das Gymnasium in Lausanne mit Schwerpunkt Englisch und Latein. Später liess er sich zum Landwirt und Winzer ausbilden. Bis zu seiner Wahl in den Bundesrat führte er zusammen mit seinem Bruder den väterlichen Hof in Bursins. Im Militär hielt er den Grad des Korporals.
Von 1996 bis 2015 war Parmelin Mitglied des Verwaltungsrates des Agrarunternehmens Fenaco, ab 2009 Vizepräsident. Von 2012 bis 2015 war er Mitglied des Verwaltungsrates der Gebäudeversicherung des Kantons Waadt.
Parmelin ist verheiratet und lebt in Bursins und Bern.

## Politik
Seinen Einstand in der Politik absolvierte Parmelin 1993 bis 1999 im Gemeinderat von Bursins. Er war von 1994 bis 2003 Mitglied des Waadtländer Kantonsparlamentes. Bei den Wahlen 2003 wurde er erstmals in den Nationalrat gewählt. Dort war er Mitglied der Kommission für soziale Sicherheit und Gesundheit, der Kommission für Umwelt, Raumplanung und Energie sowie der Kommission für die Festlegung der Beiträge des Ressourcen-, Lasten- und Härteausgleichs. Von 2000 bis 2004 war Parmelin Präsident der SVP des Kantons Waadt.
Im November 2015 nominierte ihn die SVP-Bundeshausfraktion als einen von drei offiziellen Kandidaten für die Bundesratswahlen. Er wurde am 9. Dezember 2015 von der Vereinigten Bundesversammlung im dritten Wahlgang zum Bundesrat gewählt. Er trat dieses Amt per 1. Januar 2016 an und übernahm die Leitung des Eidgenössischen Departements für Verteidigung, Bevölkerungsschutz und Sport (VBS).
Mit den Erneuerungswahlen des Bundesrats Ende 2018 erfolgte eine Rochade in der Departementsverteilung. Seit dem 1. Januar 2019 ist Guy Parmelin Vorsteher des Eidgenössischen Departements für Wirtschaft, Bildung und Forschung (WBF), seinem vorherigen Departement ist er als stellvertretender Leiter zugeordnet.
Am 9. Dezember 2020 wurde Parmelin mit 188 gültigen Stimmen (von insgesamt 246) der Vereinigten Bundesversammlung für das Jahr 2021 zum Bundespräsidenten gewählt.
Anlässlich der Genfer Gipfelkonferenz vom 16. Juni 2021 begrüsste Guy Parmelin den US-amerikanischen Präsidenten Joe Biden und den russischen Präsidenten Wladimir Putin bei der Villa La Grange in Genf. Im Rahmen der Tagung konnte Parmelin mit Biden und Putin separate Gespräche über die Beziehungen der Schweiz mit den Vereinigten Staaten und mit Russland führen.